# Ilse Hofmann
Ilse Hofmann (* 3. Januar 1949 in Ingolstadt) ist eine deutsche Film- und Fernsehregisseurin.

## Werdegang
Die Tochter einer Kaufmannsfamilie wuchs in München auf. Nach dem Abitur studierte sie dort von 1968 bis 1971 an der Hochschule für Fernsehen und Film. Bereits während ihres Studiums arbeitete sie an dem von einem Kollektiv produzierten Film Das soziale Verhalten der Bewohner eines westdeutschen Dorfes in den Jahren 1961–65 mit.
1973 wurde sie Regieassistentin von Joachim Preen bei Wolfgang Menges Serie Ein Herz und eine Seele. In der Folge Rosenmontagszug musste sie kurzfristig eine Nebenrolle (als Frau Burdenski) übernehmen, da die eigentlich dafür vorgesehene Schauspielerin Eva Böttcher betrunken im Hotelzimmer aufgefunden wurde.
Ihre erste Regiearbeit war 1975 der Fernsehfilm Winterreise. 1976 folgte der Kinderfilm Die Ilse ist weg, bei dem sie sich auch am Drehbuch beteiligte. Zudem verfasste sie das Drehbuch zu dem Film Tollwut (1982) und je ein Drehbuch für die Fernsehserien Auf Achse und Einsatz Hamburg Süd. Für den Film Die Welt in jenem Sommer (1980) erhielt Ilse Hofmann den Adolf-Grimme-Preis.

## Filmografie
- 1975: Winterreise (Fernsehfilm)
- 1976: Die Ilse ist weg
- 1978: Späte Liebe
- 1978: Als Hitler das rosa Kaninchen stahl
- 1980: Die Welt in jenem Sommer
- 1981: Tatort – Grenzgänger
- 1982: Tollwut
- 1983: Dingo
- 1984: Tatort – Täter und Opfer
- 1984: Ein Fall für zwei – Immer Ärger mit Ado (Fernsehserie)
- 1985: Das Gespinst
- 1985: Die Andere
- 1986: Lindenstraße (Fernsehserie)
- 1986: Tatort – Der Tausch
- 1987: Auf Achse (Fernsehserie)
- 1987: Duett in Bonn
- 1989: Peter Strohm (Fernsehserie)
- 1991: Haus am See
- 1991:  Wer zweimal stirbt
- 1991: Tatort: Kinderlieb
- 1989–1992: Schulz & Schulz (Fernsehserie)
- 1992: Tatort – Unversöhnlich
- 1992: Wolffs Revier
- 1993: Tatort – Deserteure
- 1994: Tatort – Die Frau an der Straße
- 1995: Im Innern des Bernsteins
- 1995: Das Schwein – Eine deutsche Karriere
- 1995: A.S. – Gefahr ist sein Geschäft (Fernsehserie)
- 1997: Freunde wie wir
- 1997: Einsatz Hamburg Süd
- 1998: Lisa Falk – Eine Frau für alle Fälle: Tödlicher Freispruch
- 1999: Die Zauberfrau
- 1999: Tatort – Passion
- 2004: Unser Pappa – Herzenswünsche
- 2004: Zwei Männer und ein Baby
- 2005: Meine Schwester und ich
- 2007: Die Großen und die kleinen Wünsche – David gegen Goliath
- 2007: Die Großen und die kleinen Wünsche – Amors Pfeile
- 2010: Tulpen aus Amsterdam

## Auszeichnungen
- 1978: Wilhelmine-Lübke-Preis für Späte Liebe
- 1981: Adolf-Grimme-Preis mit Bronze für Die Welt in jenem Sommer (zusammen mit Robert Muller)
- 1984: „Förderungspreis“ für Film- und Medienkunst des Kunstpreises Berlin[3]